# Methylphenidat
Methylphenidat (kurz: MPH; Handelsname u. a. Ritalin, Medikinet, Concerta) ist ein Arzneistoff aus der Gruppe der Phenylethylamine. Er besitzt eine stimulierende Wirkung und wird heute hauptsächlich zur Behandlung der Aufmerksamkeitsdefizit-/Hyperaktivitätsstörung (ADHS) und seltener auch bei Narkolepsie eingesetzt. In Deutschland ist Methylphenidat als verkehrs- und verschreibungsfähiges Betäubungsmittel eingestuft.

## Geschichte
Methylphenidat wurde erstmals 1944 von Leandro Panizzon synthetisiert, einem Angestellten der schweizerischen Gesellschaft für Chemische Industrie Basel (kurz Ciba; aufgegangen in Novartis). Zu der damaligen Zeit war es auch üblich, Selbstversuche mit neu entwickelten Substanzen durchzuführen – daher probierten Leandro Panizzon und seine Ehefrau Marguerite („Rita“) Methylphenidat aus. Besonders beeindruckt war Marguerite davon, dass sich ihre Leistung im Tennisspiel nach Einnahme von Methylphenidat steigerte. Von ihrem Spitznamen Rita leitet sich der bekannte Handelsname Ritalin für Methylphenidat ab.
Ritalin wurde am 6. Oktober 1954 von Ciba auf dem deutschsprachigen Markt eingeführt. Das Medikament wurde in Deutschland zunächst rezeptfrei abgegeben, aber 1971 dann dem Betäubungsmittelgesetz unterstellt.

## Pharmakologie
Methylphenidat wirkt anregend und aufregend (psychoanaleptisch). Es unterdrückt Müdigkeit und steigert kurzfristig die körperliche Leistungsfähigkeit. Normalerweise bei körperlicher Überlastung auftretende Warnsignale wie Schmerz und Erschöpfungsgefühl werden vermindert. Es hemmt zudem den Appetit.

### Wirkungsweise

Die Signalübertragung vom Axon eines Neurons (oben) zum Dendriten eines anderen Neurons (unten) wird normalerweise nach einer Erregung rasch wieder beendet. Dazu befördern Transporter den ausgeschütteten Neurotransmitter zurück in die Präsynapse. Methylphenidat blockiert nun diese Transporter und damit die Wiederaufnahme der Neurotransmitter. Dadurch reichern sich diese im Spalt zwischen den Zellen an und können länger an den Rezeptoren wirken. Als Konsequenz wird die Signalübertragung von Zelle zu Zelle erhöht und verstärkt.

Methylphenidat hemmt die Wiederaufnahme der Neurotransmitter Dopamin und Noradrenalin, indem es deren Transporter in ihrer Funktion blockiert. Diese Transporter sitzen in der Zellmembran der präsynaptischen Nervenzellen und dienen einer schnellen Wiederaufnahme der Neurotransmitter aus dem synaptischen Spalt. Infolge der Wiederaufnahmehemmung (Reuptake-Inhibition) erhöht sich die Konzentration der Botenstoffe und ihre Wirkung hält länger an.
Dies führt zu erhöhtem Signalaufkommen am Rezeptor und unter anderem zu einer Erhöhung des Sympathikotonus. In geringem Maße sorgt Methylphenidat für die Freisetzung von Katecholaminen, aber in erster Linie wird die Erhöhung der Dopaminkonzentration durch Wiederaufnahmehemmung erreicht. Oral eingenommenes MPH entfaltet seine Wirkung vor allem im Striatum (einem Teil der Basalganglien), das die größte Dichte an Dopamintransportern im Gehirn aufweist.
Methylphenidat zeigt eine Affinität zum Serotonin-Rezeptor 5-HT1A und 5-HT2B. Eine Wirkung als Agonist konnte nicht nachgewiesen werden. Hinsichtlich der Blockade der Dopamintransporter (DAT) ähnelt MPH in seiner Wirkung dem Kokain. Beide Substanzen unterscheiden sich jedoch stark in ihrer Anflutgeschwindigkeit (je nach Verabreichungsform) und damit auch ihrem Suchtpotenzial.
Über die akute Hemmung der Wiederaufnahme von Neurotransmittern hinaus gibt es Hinweise darauf, dass eine langfristige Behandlung mit Methylphenidat bei ADHS-Patienten auch positive Auswirkungen auf die neuronale Entwicklung und Struktur des Gehirns haben kann. Studien legen nahe, dass die Medikation zur Normalisierung von Hirnvolumina, insbesondere in Regionen wie dem präfrontalen Kortex und den Basalganglien, beitragen kann, die bei ADHS oft strukturelle Abweichungen aufweisen.

### Struktur-Wirkungsbeziehungen
Methylphenidat gehört nicht zu den klassischen Phenethylaminen, ist aber ein indirektes Sympathomimetikum mit zentraler Wirkung. Die chemische Struktur ähnelt teilweise dem Ethanolamingrundgerüst der Katecholamine.

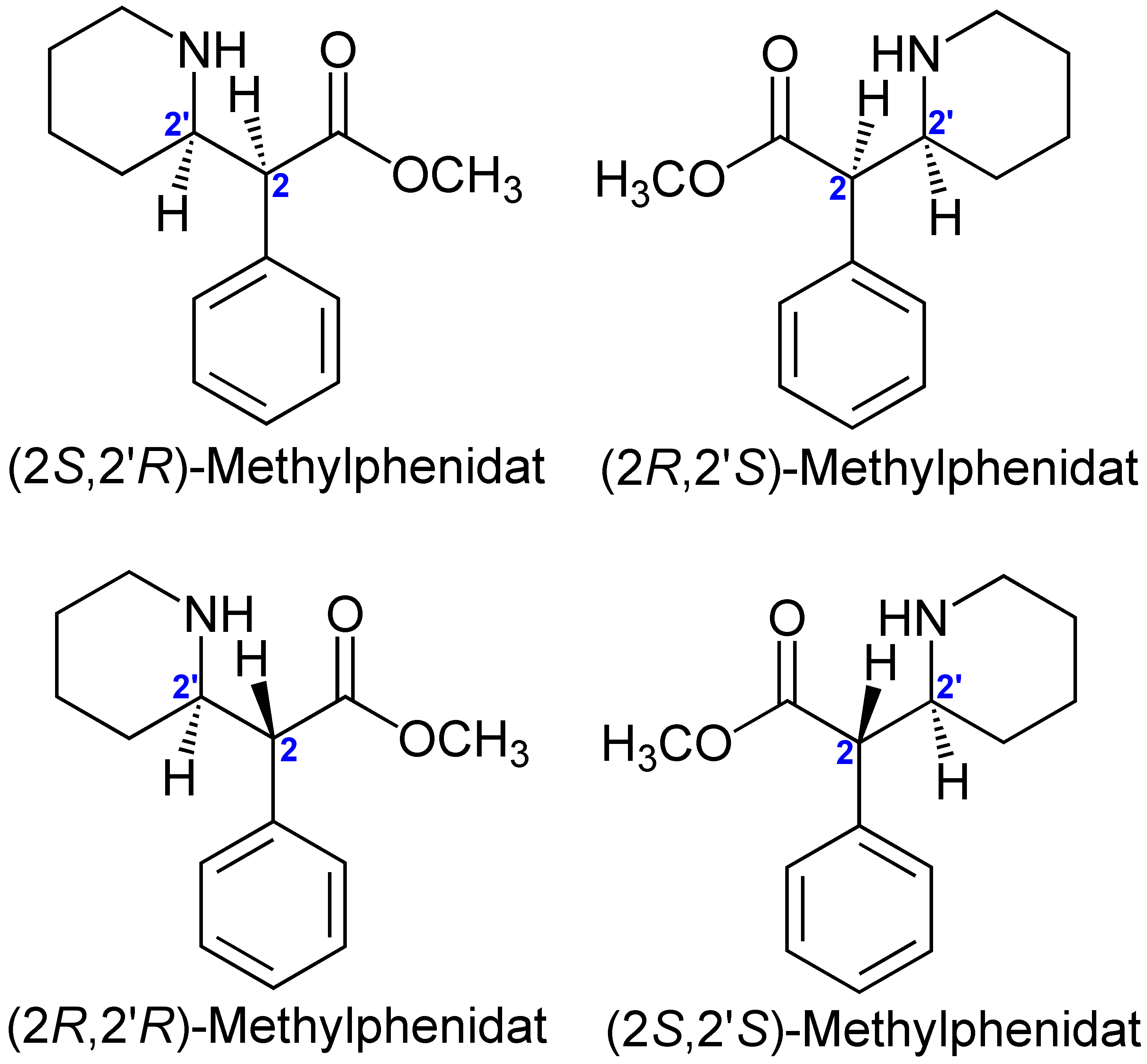
Stereoisomere von Methylphenidat

Zur Ergründung von Struktur-Wirkungsbeziehungen wurden zahlreiche MPD-Analoga synthetisiert. Die Einführung eines einzelnen Bromatoms im Aromaten erhöht am stärksten in meta-Stellung die Hemmung bestimmter Monoamin-Transporter (Dopamintransporter (DAT), Noradrenalintransporter (NET), Affinitätserhöhung etwa jeweils 20-fach). Wie anderweitig gezeigt, ist die elektrostatische Eigenschaft des Amino-Stickstoffs für die Monoamintransporter-Bindung (MAT-Bindung) von geringer Bedeutung; dass dagegen das räumliche Profil von entscheidendem Einfluss ist, zeigt der Ersatz durch Bausteine ähnlicher räumlicher Gestalt (Isostere). Durch Ringverengung zum Pyrrolidinyl können zum Serotonintransporter affine (SERT-affine) Verbindungen erzeugt werden. Die Estergruppe ist nach bewährtem Muster gegen Alkyle oder Carbonyle austauschbar.

### Verstoffwechselung
Methylphenidat wird nach oraler Verabreichung rasch und fast vollständig resorbiert. Die gleichzeitige Einnahme von Nahrung hat keine relevante Wirkung auf die Resorption. In der Leber wird es vor allem durch die Carboxylesterase 1A1 (CES1) zu Ritalinsäure abgebaut. Da MPH kaum über CYP-Enzyme metabolisiert wird, ist die Gefahr von Arzneimittelwechselwirkungen eher gering.
Die Bioverfügbarkeit nach oraler Gabe einer rasch freisetzenden Formulierung beträgt 22 ± 8 % für das d-Enantiomer und 5 ± 3 % für das l-Enantiomer, da der Wirkstoff einem starken First-Pass-Effekt unterliegt.
Eine Wirkung setzt nach 30 Minuten ein und die maximale Plasmakonzentration ist nach 2 Stunden erreicht. Methylphenidat wird mit einer mittleren Halbwertszeit von 2 bis 3 Stunden aus dem Plasma eliminiert und die systemische Clearance beträgt 0,40 ± 0,12 l/h/kg für D-Methylphenidat und 0,73 ± 0,28 l/h/kg für L-Methylphenidat. Die absolute Wirkdauer beträgt etwa 4 Stunden.

## Isomerie
Methylphenidat besitzt zwei stereogene Zentren. Es gibt also vier Konfigurationsisomere: (2R,2′R)-Form, (2S,2′S)-Form, (2R,2′S)-Form und die (2S,2′R)-Form. Bei der nicht-stereoselektiven Synthese entstehen die (2R,2′R)-Form und die (2S,2′S)-Form als Racemat in gleicher Menge sowie das Racemat aus der (2R,2′S)-Form und der (2S,2′R)-Form. Arzneilich verwendet werden sowohl das Racemat der threo-Form, das [(2RS,2′RS)-Methylphenidat], als auch die reine D-threo-Form. Das für die pharmakologische Wirkung hauptsächlich verantwortliche Dexmethylphenidat erythro-Methylphenidat [(2RS,2′SR)-Methylphenidat] ist in Deutschland als verkehrsfähiges und verschreibungsfähiges Betäubungsmittel eingestuft.

## Synthese

Klassische Syntheseroute von Methylphenidat

Selektive Synthese von threo-Methylphenidat

Für die Herstellung von Methylphenidat sind verschiedene Synthesewege bekannt. Bereits 1944 stellte Pannizon einen Syntheseweg vor, der zu einem Diastereomerengemisch von Methylphenidat führt. Neuere Synthesewege ermöglichen die selektive Herstellung von threo-Methylphenidat oder Dexmethylphenidat.
Synthese nach Pannizon
Die von Pannizon beschriebene Syntheseroute und die zahlreichen bekannten Abwandlungen dieses Synthesewegs stellen den klassischen Weg zur Herstellung von Methylphenidat dar. Im ersten Schritt dieser Synthese wird im basischen Milieu Benzylcyanid mit 2-Chlorpyridin aryliert. Das erhaltene Phenyl-(2-pyridyl)-acetonitril wird im Sauren hydrolysiert und mit Methanol zum entsprechenden Methylester verestert. Die abschließende Reduktion des Pyridinrings mit Wasserstoff unter Platin-Katalyse in wässriger Essigsäure führt zu einem Diastereomerengemisch von Methylphenidat. Die energetisch begünstigten threo-Isomere lassen sich aus den erythro-Isomeren des Diastereomerengemischs durch Epimerisierung gewinnen.
Synthese von threo-Methylphenidat
Eine Möglichkeit der selektiven Darstellung von threo-Methylphenidat besteht in einer Kondensation von Phenylglyoxylsäureestern mit Piperidin und einer anschließenden Lactamspaltung.
Synthese von Dexmethylphenidat
Als anspruchsvoller gilt die Synthese des Eutomers Dexmethylphenidat. Eine Enantiomerenanreicherung durch Rekristallisation erlaubt die Isolierung von Dexmethylphenidat unter Substanzverlust. Die Enantiomerentrennung gelingt auch während der Synthese beispielsweise mit Hilfe von (S)-(−)-α-Methylbenzylamin auf der Stufe der intermediär gebildeten (±)-threo-Ritalinsäure oder unter Verwendung von Dibenzoyl-D-tartrat auf der Stufe des Amids. Eine Enantiomerentrennung aus (±)-threo-Methylphenidat ist unter anderem mit (R)-(−)-Binaphthyl-2,2′-diylhydrogenphosphat, (−)-Methoxyessigsäure, O,O′-Di-p-toluoyl-D-weinsäure oder O,O′-Dibenzoyl-D-weinsäure möglich.
Ausgehend von L-erythro-2-Phenyl-2-(2-piperidyl)acetamid wurde 1958 erstmals eine stereoselektive Synthese beschrieben. Weitere stereoselektive Synthesewege für Dexmethylphenidat gehen unter anderem von (R)-Pipecolinsäure und Phenyllithium oder Phenyldiazoessigsäuremethylester und N-BOC-Piperidin unter Rh2(5R-MEPY)4-Katalyse aus.

## Analytik
Der zuverlässige qualitative und quantitative analytische Nachweis von Methylphenidat gelingt in den verschiedenen Untersuchungsmaterialien wie Blut, Blutserum, Blutplasma, Haaren, Urin, Speichel, Abwässern oder Schmeißfliegenlarven nach geeigneter Probenvorbereitung durch die Kopplung chromatographischer Verfahren wie der Gaschromatographie oder HPLC mit der Massenspektrometrie. Auch Enzymimmunoassays sind als Screeningtests verfügbar, sollten jedoch für forensische Zwecke durch die oben genannten spezifischeren Methoden ergänzt werden.

## Anwendungsgebiete

### ADHS bei Kindern und Jugendlichen
Methylphenidat ist im Rahmen einer therapeutischen Gesamtstrategie zur Behandlung von Aufmerksamkeitsdefizit-/Hyperaktivitätsstörungen (ADHS) bei Kindern ab einem Alter von sechs Jahren und Jugendlichen angezeigt, wenn sich andere therapeutische Maßnahmen allein als unzureichend erwiesen haben. Die Diagnose darf sich nicht allein auf das Vorhandensein von Symptomen stützen, sondern muss auf einer vollständigen Anamnese und Untersuchung des Patienten anhand der Kriterien im DSM-5 oder ICD-10 basieren. Ein Spezialist für Verhaltensstörungen muss die Behandlung beaufsichtigen.
Das Anwendungsgebiet wurde im Juni 2006 in Umsetzung einer Entscheidung der EU-Kommission nach einem europäischen Risikobewertungsverfahren europaweit eingeschränkt.
Bei therapiebedürftigem ADHS ist also regelmäßig eine multimodale Therapieform angezeigt; die ausschließlich medikamentöse Behandlung mit Methylphenidat ist normalerweise nicht ausreichend und als unsachgemäß zu betrachten. In Deutschland hat der Gemeinsame Bundesausschuss dies im September 2010 nachvollzogen und in der Arzneimittel-Richtlinie festgelegt, dass Methylphenidat auch nur in der bestimmungsgemäßen, zugelassenen Anwendung zu Lasten der gesetzlichen Krankenkassen verordnet werden darf.
Früher wurde empfohlen, Methylphenidat nur an Schultagen zu verwenden. Heute ist vielfach auch die durchgehende Medikation (d. h. auch an schulfreien Tagen) praktikabel, wenn zusätzlich das außerschulische Sozialverhalten im Ziel der Therapie steht.
Seit Juni 2006 ist in den USA als eine weitere Darreichungsform ein transdermales Pflaster (Daytrana von Shire Pharmaceuticals) zur Applikation von Methylphenidat über die Haut erhältlich. Das Pflaster wird täglich für bis zu neun Stunden getragen, wobei sich eine Wirkdauer von bis zu zwölf Stunden erreichen lässt. Wirkung und Nebenwirkungen von transdermal appliziertem Methylphenidat sind mit denen der Retardkapseln vergleichbar. Zusätzlich können am Applikationsort Hautreizungen und allergische Reaktionen auftreten, aus denen sich eine generelle Methylphenidatüberempfindlichkeit entwickeln kann.

### ADHS bei Erwachsenen
Im April 2011 wurde in Deutschland das zugelassene Anwendungsgebiet für ein Methylphenidat-haltiges Medikament (Medikinet adult) um die Behandlung von ADHS bei Erwachsenen erweitert; im Mai 2014 kam mit Ritalin adult eine weitere Behandlungsoption hinzu.
Deren Therapie war bis dahin nur off label möglich und somit auch nicht erstattungsfähig gewesen. Die Zulassung umfasst sowohl die Weiterbehandlung über das Kinder- bzw. Jugendalter hinaus als auch die Neueinstellung mit Methylphenidat im Erwachsenenalter, sofern eine seit der Kindheit fortbestehende ADHS vorliegt und sich andere therapeutische Maßnahmen allein als unzureichend erwiesen haben. Zur Erhöhung der Arzneimittelsicherheit war es notwendig, für Kinder bzw. Jugendliche und Erwachsene unterschiedliche Präparate zur Verfügung zu stellen. Die Packungsbeilagen bzw. Fachinformationen unterscheiden sich wesentlich aufgrund unterschiedlicher Anwendungsdetails wie etwa der jeweils empfohlenen Höchstdosis und Einnahmezeitpunkte. Heutzutage stehen auch Retardpräparate für die Behandlung von ADHS bei Kindern, Jugendlichen und Erwachsenen zur Verfügung (z. B. Ritalin LA), die eine durchgehende Therapie ohne Umstellung des Präparates beim Eintritt ins Erwachsenenalter ermöglichen.

### Narkolepsie
Zudem findet Methylphenidat bei der Therapie der Narkolepsie Anwendung, wo es die exzessive Tagesschläfrigkeit verringern soll.

### Morbus Alzheimer
Apathie ist ein häufiges Symptom bei Patienten mit Morbus Alzheimer. Sie führt zu einem verminderten Antrieb und einer geringen Initiative, was ihre Teilhabe am Alltagsleben erschwert. Auch ist Apathie mit einer erhöhten Mortalität verbunden. In der multizentrischen, randomisierten, placebokontrollierten ADMET-2-Studie wurde die Wirkung von zweimal 10 mg Methylphenidat täglich bei Patienten mit Morbus Alzheimer untersucht. Es wurde eine Besserung der Apathie gefunden, aber keine Veränderung der Kognition und der allgemeinen Lebensqualität.

## Dosierung
Die Dosierung erfolgt individuell nach einer sorgfältigen Diagnosestellung, da je nach Patient ein optimales Ansprechen bei unterschiedlichen Dosen erreicht wird. Die individuell optimale Wirkung lässt sich weder auf das Körpergewicht noch auf die Plasmakonzentration allein zurückführen. Die Behandlung von ADHS bei Kindern beginnt ausgehend von einer niedrigen Dosis unter langsamer Dosissteigerung bis zur gewünschten Wirksamkeit auf die ADHS-Symptomatik bei gleichzeitig möglichst minimalen Nebenwirkungen (Dosistitration).
Arzneilich verwendet wird das Methylphenidat-Hydrochlorid (MPH-HCl). Für die Therapie stehen Tabletten oder Kapseln in verschiedenen Stärken und mit entweder rascher, verlangsamter (retardierter) oder kombinierter (anfangs rascher, danach verlangsamter) Wirkstofffreisetzung, sowie eine Lösung zum Einnehmen (Ritalin Saft 2 mg/ml) zur Verfügung. Entsprechend resultiert eine unterschiedliche Wirkdauer, die von ein bis vier Stunden (nicht retardierte Formen) bis zu zwölf Stunden (retardierte Formen) reichen kann. Nach Ende der Wirkungsdauer können sich die Symptome von ADHS verstärkt zeigen (ein sogenannter Rebound).

### Überdosierung
Eine moderate Überdosierung (zum Beispiel durch eine versehentlich doppelt eingenommene Dosis) von Methylphenidat kann zu Schwindel, Herzklopfen, Schlafstörungen, erhöhter Vigilanz („Wachheit“) oder auch zu übermäßiger Beruhigung führen. Durch die kurze Wirkungsdauer von wenigen Stunden ist normalerweise keine Behandlung erforderlich.
Eine starke Überdosierung kann zu Übererregtheit des zentralen Nervensystems, Krämpfen und Delirium bis zum Koma führen. Es können Bluthochdruck und Herzrhythmusstörungen auftreten. Ärztliche Behandlung ist in solchen Fällen dringend notwendig. Ein Delirium kann nur bei starkem Missbrauch über mehrere Wochen durch das plötzliche Absetzen des Medikamentes auftreten.

### Wechselwirkungen
Methylphenidat darf nicht zu nichtselektiven irreversibel wirkenden Monoaminooxidase-Hemmern (MAO-Hemmer) ergänzt werden (bis 14 Tage nach dessen letzter Einnahme), da die Gefahr einer hypertensiven Krise bestehen kann.
Bei gleichzeitiger Anwendung kann Methylphenidat die Wirkung von blutdrucksenkenden Mitteln, insbesondere von Guanethidin, herabsetzen. Andererseits kann die anfängliche sympathomimetische Wirkung von Guanethidin und Amantadin verstärkt werden.
Da Methylphenidat den Abbau von Antikoagulanzien des Cumarintyps, Antiepileptika (zum Beispiel Phenobarbital, Phenytoin, Primidon), Neuroleptika und trizyklischen Antidepressiva (zum Beispiel Imipramin, Desipramin) sowie Phenylbutazon im Organismus hemmt, muss deren Dosis bei gemeinsamer Gabe reduziert werden.
Bei der Einnahme von Alkohol gemeinsam mit Methylphenidat kann es eventuell zu einer veränderten Wirkstoffmetabolisierung kommen.
Einige retardierte Formulierungen von Methylphenidat (z. B. Medikinet) sollten nicht zusammen mit Antazida oder H₂-Rezeptor-Antagonisten eingenommen werden, da es dabei zu einer rascheren Freisetzung kommen kann.

## Nebenwirkungen
Während einer Behandlung mit Methylphenidat erleben Kinder und Jugendliche mit einer Rate von 556 pro 1000 nicht schwerwiegende unerwünschte Ereignisse (non-serious adverse events), verglichen mit einer Rate von 406 pro 1000 bei Kontrollgruppen. Am häufigsten sind Schlafprobleme und verringerter Appetit.
Laut Patienteninformation zählen zu den sehr häufigen Nebenwirkungen (in mehr als 1 von 10 Fällen) verminderter Appetit, Schlaflosigkeit, Kopfschmerzen, Mundtrockenheit, Nervosität und Übelkeit zu Beginn der Behandlung. Sie können in der Regel durch Reduktion der Dosis oder durch Auslassen der Nachmittags- oder Abenddosis kontrolliert werden.

### Allgemeine Beschwerden
Häufig (1 von 100 bis 1 von 10): Appetitlosigkeit, Angstgefühle, anfängliche Schlafstörungen, depressive Verstimmung, Nervosität, Unruhe, Agitiertheit, Aggressionen, Zähneknirschen, Depressionen, verminderte Libido, Verwirrung, Spannung, Schwindelgefühl, Zittern, Ameisenlaufen (Kribbeln), Dämpfung (Sedierung), Spannungskopfschmerzen, verschwommenes Sehen, Drehschwindel, Schmerzen im Nasenrachenraum, Aufstoßen (Dyspepsie), Erbrechen, Verstopfung, übermäßiges Schwitzen, Muskelspannung, Reizbarkeit, Gewichtsverlust, Muskelzuckungen (Tic), emotionale Labilität.
Bei Kindern und Jugendlichen können außerdem folgende Symptome auftreten: Entzündung des Nasenrachenraums, Schwindel, Husten, Oberbauchschmerzen und Fieber.
Sehr selten (weniger als 1 von 10000 Fällen) treten Orientierungslosigkeit, akustische und visuelle Halluzinationen, Manien und beginnende Psychosen, Zorn, Agitiertheit, Stimmungsschwankungen, depressive Verstimmung, Traurigkeit, Lethargie oder Schläfrigkeit auf.

### Appetit
Rückgang des Appetits und der Flüssigkeitsaufnahme ist eine häufige Nebenwirkung. Dies kann dadurch gemildert werden, dass das Methylphenidat nach dem Essen verabreicht wird oder die Hauptmahlzeit auf den Abend verlegt wird, wenn die Wirkung abgeklungen ist. Gewöhnlich verliert sich diese Nebenwirkung innerhalb einiger Monate.

### Schlaf
Übersichtsarbeiten (Metaanalysen), die eine Vielzahl bereits durchgeführter Studien zusammenfassen, stellen in Bezug auf die Verabreichung von Stimulanzien bei Kindern und Jugendlichen mit ADHS fest, dass Schlafstörungen zunehmen, sich die Einschlafenszeit nach hinten verschiebt, die Schlafeffizienz schlechter und der Schlaf kürzer wird. Es zeigte sich eine mögliche Dosis-Wirkungs-Beziehung, d. h. der Effekt war umso stärker, je häufiger das Medikament im Laufe eines Tages eingenommen wurde.

### Gastrointestinale Störungen
Da Methylphenidat in der Regel als Hydrochlorid vorliegt, reagiert es beim Lösen leicht sauer. Wenn Methylphenidattabletten ohne Flüssigkeit eingenommen werden, kann es zu Übelkeit oder Brennen in der Speiseröhre kommen. Zu Beginn der Behandlung treten häufig Bauchschmerzen oder Erbrechen auf.

### Haut, Unterhaut
Vermehrtes Schwitzen, Dermatitis (entzündliche Reaktion der Haut), Juckreiz, Quincke-Ödem können bei der Behandlung von Kindern auftreten, ebenso kann es zu Haarausfall kommen. Des Weiteren können schuppende Hauterkrankungen und Nesselsucht auftreten.

### Suizidalität
Bei einigen mit Methylphenidat behandelten Patienten wurden, neben erfolgtem Suizid, Suizidversuche und Suizidgedanken beobachtet. Eine Studie von 2017 auf der Basis der Daten von 25.629 Patienten, die mit Methylphenidat behandelt wurden, zeigte jedoch keine Hinweise auf einen möglichen kausalen Zusammenhang zwischen dieser Behandlung und Suizidversuchen.

### Herz-Kreislauf-System
Häufig (1:100 bis 1:10) kommt es zu Tachykardie (Herzrasen), Palpitationen (Herzklopfen), Arrhythmien (Herzrhythmusstörungen) und Veränderungen (meist Erhöhung) von Blutdruck und Herzfrequenz. Selten (1:10000 bis 1:1000) tritt Angina Pectoris auf.
Wegen Berichten über teilweise schwere unerwünschte kardiovaskuläre Wirkungen wurde für methylphenidathaltige Arzneimittel ein Stufenplanverfahren zur Abwehr von Arzneimittelrisiken eingeleitet, in dessen Folge die Produktinformationstexte hinsichtlich entsprechender Sicherheitshinweise überarbeitet wurden.
Generell gibt es eine geringe Tendenz zur Erhöhung des systolischen Blutdrucks aber keine Tendenz zur Erhöhung des diastolischen Blutdrucks.

### Fahrtüchtigkeit
Bei der Behandlung mit Methylphenidat können Schläfrigkeit und Schwindel auftreten. Dies kann beim Bedienen von Maschinen und beim Autofahren zu Beeinträchtigungen führen. In Deutschland ist das Führen von Kraftfahrzeugen unter Einwirkung von Methylphenidat grundsätzlich erlaubt. In einigen Studien wurde nachgewiesen, dass durch die Einnahme von Methylphenidat die Fahrtauglichkeit von Menschen mit ADHS dosisabhängig signifikant verbessert wird.

### Schwangerschaft
Es wurden keine klinischen Studien durchgeführt, aus denen hervorgeht, ob die Anwendung von Methylphenidat während der Schwangerschaft sicher ist. Methylphenidat sollte aus diesem Grunde von Schwangeren nur eingenommen werden, wenn es unbedingt erforderlich ist.

### Abhängigkeitsentwicklung
Fälle von Abhängigkeit wurden bei fachgerechter medikamentöser Therapie von ADHS mittels Methylphenidat nicht berichtet. Entsprechend ist die Gefahr einer Abhängigkeitsentwicklung nicht in der Liste der unerwünschten Wirkungen in der Patienteninformation („Beipackzettel“) enthalten. Das plötzliche (eigenmächtige) Absetzen von Methylphenidat sollte jedoch unterlassen werden, da dies unter Umständen zu so genannten Absetzerscheinungen wie etwa verstärkter Hyperaktivität, Gereiztheit oder depressiver Verstimmung führen kann.
Generell wird für die Gruppe der ADHS-Betroffenen eine verstärkte Neigung zum Suchtmittelgebrauch (z. B. Nikotin, Alkohol oder Cannabis) angenommen. Studien zeigen, dass eine Behandlung des ADHS mithilfe von Stimulanzien wie Methylphenidat die Suchtgefährdung bei den Betroffenen senkt.

### Wachstum
Bei Kindern könnte die Langzeitanwendung von Methylphenidat zu einer Wachstumsverzögerung und zu reduzierter Gewichtszunahme führen, wobei sich nach dem Absetzen der Medikation in den meisten Fällen der Wachstumsverlauf der Kinder später wieder normalisieren soll. Bis heute fehlen aber gesicherte Daten aus Langzeitstudien.

## Nichtmedizinischer Gebrauch
Bei hochdosierter Anwendung, insbesondere wenn es nasal oder intravenös konsumiert wird, wirkt Methylphenidat stark antriebssteigernd und kann zu überschwänglicher Euphorie führen. Bei intravenösem Konsum besteht die Gefahr einer Embolie durch die pharmazeutischen Hilfsstoffe nebst anderer Nebenwirkungen. In der Drogenszene werden Methylphenidat-haltige Arzneimittel mitunter als Ersatz für Amphetamin (Speed) gehandelt.
Methylphenidat wird nach Medienberichten missbräuchlich zum Hirndoping eingesetzt, um die Leistung in der Hochschule und im Beruf zu steigern und um die im Alltag normalen Konzentrationseinbrüche zu vermeiden. Dies scheint vor allem auf Studierende begrenzt zu sein. Eine Studie von 2013 untersuchte die Nutzung von Methylphenidat durch Medizinstudierende anhand englischer, spanischer und portugiesischer Publikationen der Jahre 1990 bis 2012. Der Anteil Medizinstudierender, welche innerhalb des letzten Jahres Methylphenidat konsumiert hatten, wurde je nach Publikation mit 3 % bis 16 % beziffert. Es gab keine Unterschiede zwischen den Geschlechtern. Die zitierten Gründe der Studierenden lassen sich unter Steigerung ihrer akademischen Leistungsfähigkeit subsumieren. Die Untersuchung kam zu dem Schluss, dass es keine Beweise für gesteigerte Lern- oder Gedächtnisleistungen gebe. Die Nutzung steigere schlicht die generelle Wachheit und Aufmerksamkeit und verkürze die Schlafdauer. Somit überstiegen die Erwartungen von positiven Effekten den tatsächlichen Nutzen der Substanz (siehe auch Neuroethik).

## Recht
In Deutschland unterliegt Methylphenidat betäubungsmittelrechtlichen Vorschriften (Anlage III des Betäubungsmittelgesetzes) und damit einer gesonderten Verschreibungspflicht (Betäubungsmittelrezept).

## Verordnungs- und Verbrauchsstatistik
In Deutschland hat der Verbrauch von Methylphenidat mengenmäßig über etliche Jahre zunächst zugenommen; einen besonders großen Anstieg zeigt eine Verbrauchsstatistik des Bundesinstitut für Arzneimittel und Medizinprodukte (BfArM) für das Jahr 2000 mit einem Anstieg von 91 % gegenüber dem Vorjahr auf 463 kg. Wenngleich Verordnungszahlen und die Zahl der mit Methylphenidat behandelten Patienten nicht durch das BfArM erfasst werden, können die mengenmäßigen Veränderungen beim Erwerb, die sich aus den Meldungen der Apotheken über abgegebene BtM-Medikamente ergeben, auch Änderungen der ärztlichen Verordnungen widerspiegeln. 2009 wurden die Bedingungen für eine Behandlung von ADHS bei Kindern und Jugendlichen im Zuge eines europäischen Risikobewertungsverfahrens neu definiert. 2014 vermeldete das BfArM, dass es erstmals seit 20 Jahren keinen Anstieg beim Methylphenidatverbrauch mehr gegeben habe: Nach dem Höchststand von 1839 kg im Jahr 2012 seien die Mengen 2013 um knapp 2 % gesunken. 2014 sank die Verbrauchsmenge erneut.
Die Verordnungsstatistiken des Arzneiverordnungs-Reports zeigen ein vergleichbares Bild: Nach einem Anstieg der Verordnungszahlen von 26 Mio. Tagesdosen (DDD) Methylphenidat im Jahr 2004 auf den Höchststand von 58 Mio. DDD im Jahr 2012 waren die Verordnungszahlen bis einschließlich 2016 leicht rückläufig. Der Abnahme entgegen steht ein Zuwachs der Verordnungen für das 2013 eingeführte Psychostimulans Lisdexamfetamin. Seit 2017 verzeichnen die Krankenkassen jedoch erneut einen leichten Anstieg, mit zuletzt 57,7 Mio. DDD im Jahre 2021. Wie sich unter anderem aus einer 2021 im „European Journal of Clinical Pharmacology“ erschienenen Kohortenstudie ergibt, ist dies ausschließlich durch den rasanten Anstieg der Verschreibungen an Betroffene im Erwachsenenalter bedingt. Die Zahlen der verordneten Tagesdosen (DDD) bei Kindern und Jugendlichen sind seit 2012 dagegen tatsächlich kontinuierlich rückläufig.
Durch eine entsprechende Indikationserweiterung seitens des Bundesinstituts für Arzneimittel und Medizinprodukte haben Erwachsene seit April 2011 die Möglichkeit auf Kostenübernahme für entsprechende Präparate durch ihre Krankenkasse.
Allgemein sind bei den Verordnungszahlen geschlechtsabhängige Unterschiede ebenfalls zu berücksichtigen.

## Handelsnamen
Concerta (D, A, CH, USA), Daytrana (USA), Equasym (D, A, CH), Medikinet (D, A, CH), Medikinet retard (D, A, CH), Medikinet adult (D), Metadate (USA), Ritalin/Ritalin-LA/Adult (D, A, CH, USA) sowie diverse Generika.